# Sizihwan
Sizihwan (en chino:  西子灣; pinyin: Xīzǐwān) es una comunidad  cerca de la ciudad Kaohsiung en la isla de Taiwán (República de China). Es servida por la estación de Sizihwan en la línea naranja del sistema de transporte masivo de Kaohsiung. La bhaía de Sizihwan un cuerpo de agua frente a la localidad se encuentra aquí.